# Oeneis excessa
Oeneis excessa är en fjärilsart som beskrevs av Sheldon 1913. Oeneis excessa ingår i släktet Oeneis och familjen praktfjärilar. Inga underarter finns listade i Catalogue of Life.